# Беловейвис
Беловейвис — река в России, течёт по территории Заполярного района Ненецкого автономного округа. Вытекает из озера на границе Ненецкого автономного округа и Республики Коми. В верхнем течении пересекает озеро Беловейты, в начале нижнего течения — озеро Беловей. Устье реки находится в 7,5 км по правому берегу реки Амбар-Вис. Длина реки составляет 21 км.

## Данные водного реестра
По данным государственного водного реестра России относится к Двинско-Печорскому бассейновому округу, водохозяйственный участок реки — Печора от водомерного поста Усть-Цильма и до устья, речной подбассейн реки — бассейны притоков Печоры ниже впадения Усы. Речной бассейн реки — Печора.
Код объекта в государственном водном реестре — 03050300212103000084459.